# Public domain day
Public domain day är ett firande av att upphovsrätten upphör för ett verk och det blir allmän egendom. Dagen firas varje år den 1 januari och verk skapade av upphovspersoner som har varit döda i 70 år uppmärksammas. Beroende på olika länders upphovsrättslagar och olika typer av verk kan tidsrymden variera.
Firandet omnämndes för första gången 2004 av Wallace McLean (en kanadensisk aktivist för public domain), som fick stöd för idén av Lawrence Lessig. Organisationer runt om i världen firar Public domain day med olika aktiviteter och listor med verk vars upphovsrätt går ut brukar publiceras.
Upphovsrättsskydd gäller vanligtvis ett visst antal år efter utgången av det kalenderår då författaren dog. Tidslängden varierar mellan olika länder, men i EU och USA varar upphovsrätten generellt sett i 70 år efter dödsåret. Det innebär att verk av upphovspersoner som dog 1951 blir allmän egendom den 1 januari 2022. De blir då helt lagliga för vem som helst att ta del av och använda utan tillstånd. 
Ibland kan det vara svårt att veta när upphovsrätten slutar gälla för ett verk. I svensk rätt gör man till exempel skillnad på fotografier som uppnår verkshöjd, som skyddas i 70 år efter fotografens levnadstid, och fotografiska bilder, som skyddas i 50 år från datumet det togs.
Kända verk som blev allmän egendom 2021 inkluderar F. Scott Fitzgeralds Den store Gatsby, Virginia Woolfs Mrs Dalloway och Franz Kafkas Processen. Den 1 januari 2022 blev verk av Tyra Kleen, Igor Stravinskij, Louis Armstrong och Ludwig Wittgenstein allmän egendom.